# Trachealkollaps des Hundes
Als Trachealkollaps bezeichnet man bei Haushunden ein Zusammenfallen der Luftröhre (lat. Trachea) durch das Erweichen der stützenden Knorpelspangen. Daraus resultiert eine Abnahme vor allem des Vertikaldurchmessers und somit eine Verengung der Luftröhre, die zu schweren Atemproblemen führen kann. Ein Trachealkollaps kann als Folge einer Tracheomalazie auftreten. Der Trachealkollaps der Hunde kann zumeist lange Zeit konservativ mit Medikamenten beherrscht, aber nicht geheilt werden. Eine chirurgische Behandlung ist möglich, allerdings aufwändig und nicht in jedem Fall erfolgreich.

## Vorkommen und Ursachen

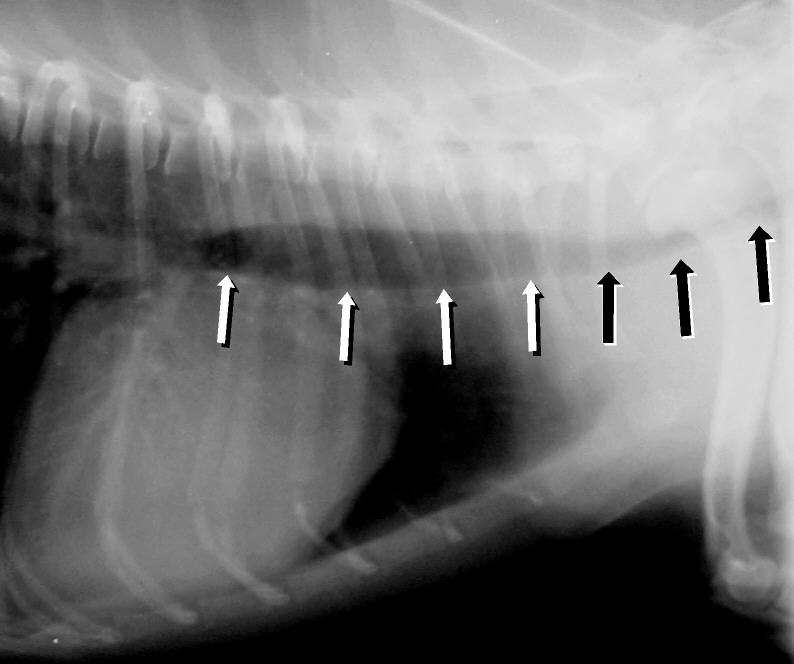
Trachealkollaps im Halsbereich beim Yorkshire Terrier (rechts ist vorn). Die weißen Pfeile markieren die normal dimensionierte intrathorakale Luftröhre, die schwarzen Pfeile zeigen das Gebiet des Kollapses.

Ein Trachealkollaps kommt vor allem bei Haushunden, insbesondere bei zwergwüchsigen Hunderassen (Yorkshire Terrier, Chihuahua, Malteser, Zwergspitz und Zwergschnauzer), vor. Vor allem Tiere mittleren Alters sind betroffen. Gelegentlich tritt ein Trachealkollaps auch bei Hauspferden und -rindern auf, sehr selten auch bei Hauskatzen.
Die Ursache der Erkrankung ist bislang nicht geklärt. Vermutlich ist der Trachealkollaps genetisch bedingt (Erbkrankheit). Aber auch die Genese durch das Zusammentreffen verschiedener Faktoren (multifaktoriell) ist nicht ausgeschlossen. Die Erkrankung kann durch eine Reihe anderer Faktoren, darunter Infektionen der Atemwege, Allergien, Verengungen der Luftröhre, toxische Stäube und Dämpfe sowie Herzinsuffizienz, begünstigt werden.
Bei Hunden mit entsprechender Prädisposition kann der Druck des Halsbands, wenn der Hund an der Leine zieht oder zurückgezogen wird, einen Trachealkollaps auslösen.

## Pathogenese
Beim klassischen Trachealkollaps entsteht die Knorpelerweichung durch Veränderungen der Knorpelgrundsubstanz, vor allem durch einen verminderten Gehalt an Glykosaminoglykanen (insbesondere Chondroitinsulfat) und Glykoproteinen zustande, wodurch die Wasserbindungskapazität des Knorpels und damit dessen Elastizität sinkt. Die Zellzahl im Knorpel ist erniedrigt und die Grundsubstanz ist porös. Die Abnahme des Luftröhreninnendurchmessers geht mit einem erhöhten Strömungswiderstand der Luft einher und führt zu Turbulenzen.
Der Fehlbildungs-Trachealkollaps entsteht durch rückenseitige Abweichung der bauchseitigen Grenzen der Luftröhrenringe im Bereich des Brusteingangs.
Sekundär kommt es durch den Trachealkollaps zu einer Degeneration des Flimmerepithels, zu einer Hypertrophie der Drüsen in der Schleimhaut der Luftröhre, gelegentlich auch zur Bildung von Polypen.

## Klinik

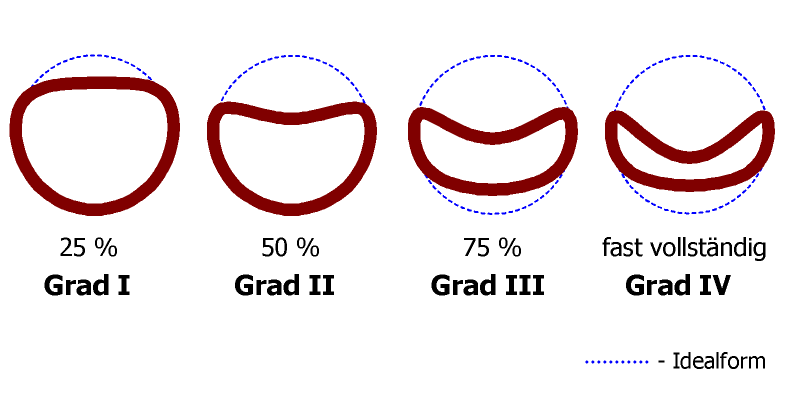
Einteilung des Schweregrades nach Tangner und Hobson, 1982

Das klinische Erscheinungsbild ist sehr variabel, ein Trachealkollaps kann lange symptomlos bleiben, und der Grad der Verengung muss nicht mit dem Ausmaß klinischer Erscheinungen korrelieren. Die Symptome entwickeln sich allmählich, und die Erkrankung schreitet langsam voran.
Eine typische Früherscheinung ist ein anfallsartiger Husten, der vor allem bei Aufregung oder stärkerer körperlicher Belastung auftritt. Auch ein Halsband kann bei starkem Zug an der Leine Druck auf die Luftröhre ausüben und somit die Hustenanfälle auslösen. Der Husten tritt zunächst als „trockener“ Husten in Erscheinung, mit den eintretenden Sekundärveränderungen (vermehrte Schleimsekretion durch die Drüsenhyperplasie) kann er in einen „feuchten“ Husten übergehen. Darüber hinaus kommt es zu einer verminderten Leistungsfähigkeit des Tieres.
Klinisch treten infolge ein verstärktes „tracheales Atemgeräusch“ (Stridor trachealis, zumeist in Form von Brummtönen), eine erhöhte Atemfrequenz (Tachypnoe) und zunehmende Atembeschwerden (Dyspnoe) auf. Diese treten bei Lokalisation im Halsabschnitt der Luftröhre vor allem bei der Einatmung (Inspiration), bei Manifestation im Brustteil eher bei der Ausatmung (Exspiration) auf. Die Ursache hierfür ist darin zu sehen, dass bei einer Instabilität im Halsbereich der Kollaps durch den beim Einatmen entstehenden Unterdruck verursacht wird, während eine Instabilität im Brustbereich meist ein Zusammenfallen der Luftröhre durch den beim Ausatmen auftretenden Überdruck in der Brusthöhle (bezogen auf den Druck innerhalb der Luftröhre) zur Ursache hat. Mit zunehmender Dyspnoe kommt es zu einem Sauerstoffmangel, der sich in einer Blauverfärbung (Zyanose) der Schleimhäute äußert.
Der Fehlbildungs-Trachealkollaps führt zu mehr statischen Atemsymptomen.

## Diagnose
Bei Lokalisation im Halsteil der Luftröhre lässt sich die Erweichung der Knorpelspangen bereits durch Abtasten (Palpation) feststellen, wobei meist auch Husten ausgelöst wird. Weitere Hinweise kann die Röntgendarstellung der Luftröhre liefern, da der Kollaps aber ein dynamischer Prozess ist, kann bei einer Momentaufnahme wie einem Röntgenbild auch ein Normalbefund auftreten. Eine eindeutige Diagnose ist nur durch Endoskopie oder eine CT zu erbringen.

## Differentialdiagnosen
Abzugrenzen sind vor allem entzündliche bedingte Erkrankungen der Luftröhre (Tracheitis) durch Infektionen oder Allergien. Auch Fremdkörper in und Tumoren der Luftröhre können Verengungen und tracheale Atemgeräusche hervorrufen. Schließlich kann eine Verengung der Luftröhre auch durch Kompression von außen durch Vergrößerung benachbarter Organe zustande kommen. Hier kommen insbesondere der Luftröhre benachbarte Organe wie die tiefen Hals- und die vorderen und mittleren mediastinalen Lymphknoten (Lnn. cervicales profundi und mediastinales craniales et medii), die Schilddrüse und die Epithelkörperchen in Frage. Auch Abszesse und Blutergüsse in der Nachbarschaft der Luftröhre können zu einer Kompression von außen führen.
Relativ häufig tritt eine Kompression der Endaufzweigung der Luftröhre infolge einer Vergrößerung des linken Vorhofes des Herzens auf, dessen Ursache wiederum eine Insuffizienz der Mitralklappe des Herzens ist (Klappenendokardiose). Hierbei wird die Symptomatik neben der Verengung des Lumens maßgeblich durch die dauernde mechanische Reizung der Luftröhre infolge der Herzbewegung verstärkt.
Bei einigen Hunderassen (Englische Bulldogge, Boston Terrier) muss auch an eine erblich bedingte Wachstumsstörung der Luftröhre (Trachea-Hypoplasie) in Betracht gezogen werden.

## Therapie

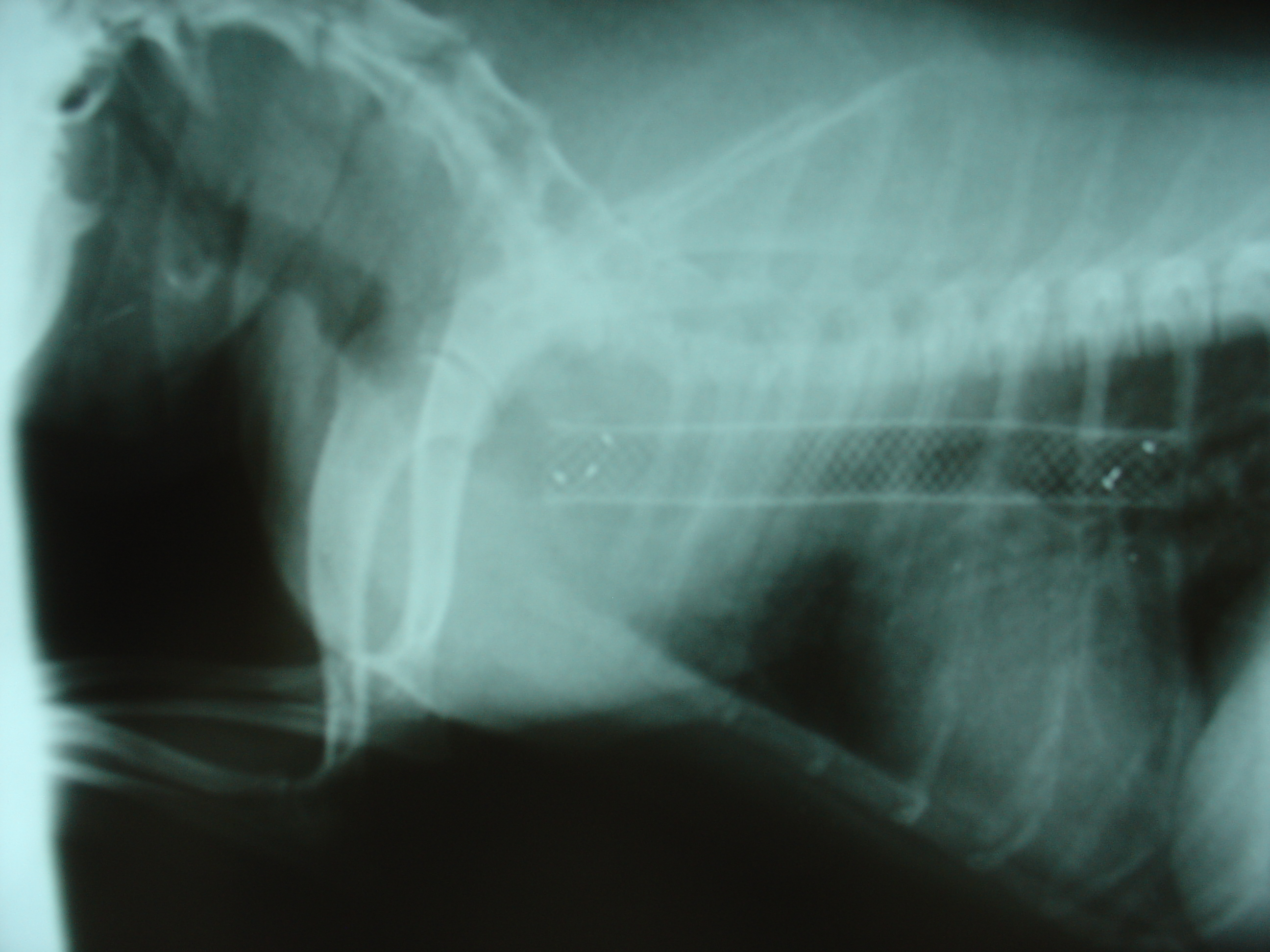
Röntgenbild eines in die Luftröhre implantierten Stents

Eine kausale Therapie ist nicht möglich. Konservativ kann die Krankheit bei den meisten Hunden relativ lange beherrscht werden. Einfache Maßnahmen, wie die Nutzung eines Brustgeschirrs statt eines Halsbandes, das Vermeiden übermäßiger körperlicher Anstrengungen und Vermeidung von Übergewichtigkeit können durch den Hundehalter selbst durchgeführt werden.
Zur Linderung der Symptome können hustenstillende Mittel wie Hydrocodon, Butorphanol oder Codein eingesetzt werden. Ein weiterer konservativer Therapieansatz ist die Gabe von Parasympatholytika (Atropin, auch in Kombination mit Diphenoxylat), der vor allem im angloamerikanischen Sprachraum beliebt ist. Da der Trachealkollaps mit einer Entzündung einhergeht, ist zunächst auch Prednisolon angezeigt, das in der Langzeitbehandlung ausgeschlichen werden sollte oder alternierend verabreicht wird. Da es durch den Husten auch zu einer Refluxösophagitis kommen kann, die ihrerseits auch wieder hustenauslösend wirkt, wird in jüngerer Zeit auch die dauerhafte Gabe von Protonenpumpenhemmern propagiert. Bei den seltenen Begleitinfektionen kann auch ein Antibiotikum angezeigt sein, wobei Tetracycline wegen ihrer Wirkung gegen Mycoplasmen bevorzugt werden. Bei schweren akuten Hustenanfällen kann ein Sedativum wie Acepromazin eingesetzt werden.
Das Einsetzen von ursprünglich für die Humanmedizin entwickelten Stents, die eine passive Stützung der Luftröhre gewährleisten, ist eine Behandlungsoption, wenn die medikamentelle Therapie nicht mehr ausreicht, beim Fehlbildungs-Trachealkollaps oder bei hochgradigem Trachealkollaps. Obwohl dieses Verfahren als derzeit effektivste Behandlungsmethode der Erkrankung angesehen wird (bei knapp 70 Prozent der Patienten wird nach dem Eingriff eine deutliche klinische Verbesserung festgestellt), konnte es sich noch nicht als Standardtherapie etablieren. Hauptursache hierfür sind die hohen Kosten des Stents; außerdem können Komplikationen auftreten, wenn die nicht von der Endoprothese stabilisierten Anteile der Luftröhre und Hauptbronchien kollabieren. Bei einigen Tieren tritt infolge der Ansammlung von Sekret im Bereich nicht vollständig an der Luftröhrenwand anliegender Stentanteile auch weiterhin Husten auf. Selten kommt es zu einer Beeinträchtigung der Atmung durch überschießende Bildung von Granulationsgewebe; diese Symptome scheinen jedoch mit der Gabe von Glukokortikoiden behebbar zu sein. Einzelberichte erwähnen das Kollabieren eines Stents mit anschließender Verengung der Luftröhre. Als chirurgische Alternative zum Stent ist die Fixierung der Luftröhre durch ein um die Luftröhre gelegtes Kunststoffgerüst die am weitesten verbreitete Vorgehensweise. Als weitere Möglichkeiten sind Eingriffe an der obenliegenden Membran der Luftröhre sowie direkte Manipulationen der Knorpelspangen beschrieben. Diesen Techniken gemeinsam ist, dass sie hochgradig invasiv und chirurgisch sehr anspruchsvolle Verfahren sind.